# 花園だんご
花園だんご（はなぞのだんご）は、北海道小樽市の老舗和菓子店・新倉屋で製造販売されている団子で、小樽銘菓の一つ。新倉屋の看板商品の一つである。

## 沿革
名称は昭和初期に小樽市内の花園公園（後の小樽公園）で販売されていた団子の名に由来する。花園公園は明治期から花見の名所であったため、その頃から「花園」の名が団子に結びついていたものと見られている。小樽は港町であり、明治初期には港湾で働いていた多くの人々にとって、甘いものが必需品であったことから、和菓子の流行につながったものと見られている。
新倉屋は当初は日用品や食料品を取り扱っていたが、1936年（昭和11年）頃に団子を扱っていた「カネ七」と統合し、花園だんごの製造を開始した。当初は、糸切り団子を串に刺しただけの普通の団子であったが、2代目店主の代に後述する「山形一刀流」が考案されて評判を呼び、小樽や札幌地方での名物の菓子となった。
1929年（昭和4年）に小樽市内の菓子製造業「かめや」が花園だんごを売っていた新聞記事もあり、戦後にはほかにも数軒が花園だんごを取り扱っていたが、平成期以降の現在では取扱店は新倉屋のみである。
1954年（昭和29年）に香川県高松市で開催された「全国菓子観光大博覧会」では、最高賞を受賞した。この受賞は新倉屋にとっても転機であり、店を改築して喫茶部を併設するきっかけとなった。
北海道や樺太を舞台とした漫画『ゴールデンカムイ』で「小樽の花園公園名物の串団子」という場面があり、同作に登場した団子として紹介されることも多いが、正確には同作での団子は明治期から販売されていたものであり、新倉屋が昭和期に製造するより前のものである。

## 特徴
新倉屋の花園だんごは黒餡、白餡、抹茶餡、ゴマ、醤油の5種類があり、これらのうち餡団子の餡の付け方が特長に挙げられる。見栄え良く弧を描くように流線型の山形に餡が盛られており、2代目店主・新倉慎太郎が、庶民の菓子である団子を贈答品にも使えるよう「山形一刀流」と名付けて考案したものという。この製法は新倉屋独自のものであり、新倉屋によれば、他店もこれを真似ようとすることがあるものの、新倉屋では一つずつ手作業で餡を塗っていると知るや、あまりに手間がかかるために真似をあきらめているのだという。
ゴマ団子は、擦ったゴマを砂糖と合わせると溶けやすく、時間が経つにつれてゴマが水分を吸って風味を損なってしまうため、ゴマの入った小袋が添えられており、いつでも作りたての味を楽しめるような工夫も施されている。黒餡は北海道十勝産のアズキ、白餡は十勝産の大手亡（インゲンの一種である白い豆）が用いられている。
これらの工夫に加え、日本国産100パーセントのうるち米のしん粉だけを用いた団子自体の食感も特長である。ただしその材料の性質上に加えて防腐剤などの添加物も用いられていないため、賞味期限は製造日当日中であり、通信販売も行われていない。団子は毎日製造され、余った剰分は冷凍もせずに処分される。そのため土産向けの商品として、日持ちのする「花園三色だんご」も用意されている。